# Bill Hogenson
William Peter (Bill) Hogenson (Chicago, 26 oktober 1884 - aldaar, 14 oktober 1965) was een Amerikaanse atleet en sprinter. Hij won op de Olympische Spelen van 1904 in totaal drie medailles, een zilveren op de 60 m, een bronzen op de 100 m en een bronzen op de 200 m.

## Persoonlijke records
| Onderdeel | Prestatie | Jaar |
| --------- | --------- | ---- |
| 100 m     | 11,0 s    | 1904 |
| 220 yd    | 22,0 s    | 1905 |

## Palmares

### 60 m
- 1904:  OS - 7,3 s *

### 100 m
- 1904:  OS - 11,2 s *

### 200 m
- 1904:  OS

* geschatte tijd